# 第28回全日本大学サッカー選手権大会
第28回全日本大学サッカー選手権大会は1979年11月29日から12月2日にかけて開催された全日本大学サッカー選手権大会である。筑波大学が8年ぶり5回目の優勝を果たした。

## 概要
9地域の代表11校と総理大臣杯全日本大学サッカートーナメント優勝校が参加した。

### 大会日程
- 1979年11月29日 - 1回戦
- 1979年11月30日 - 準々決勝
- 1979年12月1日 - 準決勝
- 1979年12月2日 - 決勝、三位決定戦

### 開催競技場
- 西が丘サッカー場（1回戦・準々決勝・準決勝・決勝）
- 駒沢競技場（1回戦・準々決勝）

## 出場大学
- 国士舘大学（総理大臣杯優勝・初[1]）
- 札幌大学（北海道代表・12年連続12回目）
- 仙台大学（東北代表・2年連続5回目）
- 法政大学（関東第1代表・8年連続11回目）
- 筑波大学（関東第2代表・2年ぶり10回目）
- 金沢大学（北信越代表・8年連続9回目）
- 愛知学院大学（東海代表・13年ぶり2回目）
- 大阪体育大学（関西第1代表・4年連続4回目）
- 大阪経済大学（関西第2代表・4年ぶり6回目）
- 島根大学（中国代表・6年ぶり2回目）
- 香川大学（四国代表・初）
- 九州産業大学（九州代表・2年連続13回目）

## 試合日程・結果

### 1回戦
| 1979年11月29日 |

| 九州産業大学 | 1 - 3 | 愛知学院大学 |
|              |       |              |

| 西が丘サッカー場 |

| 1979年11月29日 |

| 国士舘大学           | 3 - 0 | 香川大学 |
| 高橋 · 得点者不明2 , |       |          |

| 西が丘サッカー場 |

| 1979年11月29日 |

| 仙台大学 | 2 - 0 | 金沢大学 |
|          |       |          |

| 駒沢競技場 |

| 1979年11月29日 |

| 札幌大学 | 9 - 1 | 島根大学 |
|          |       |          |

| 駒沢競技場 |

### 準々決勝
| 1979年11月30日 |

| 法政大学                   | 3 - 2 | 愛知学院大学  |
| 得点者不明2 , · 吉田 後5分 |       | 得点者不明2 , |

| 西が丘サッカー場 |

| 1979年11月30日 |

| 国士舘大学        | 2 - 1 | 大阪経済大学 |
| 得点者不明 · 松本 |       | 得点者不明   |

| 西が丘サッカー場 |

| 1979年11月30日 |

| 筑波大学 | 3 - 0 | 仙台大学 |
|          |       |          |

| 駒沢競技場 |

| 1979年11月30日 |

| 札幌大学 | 2 - 3 | 大阪体育大学 |
|          |       |              |

| 駒沢競技場 |

### 準決勝
| 1979年12月1日 |

| 法政大学    | 1 - 0 | 国士舘大学 |
| 大石 後20分 |       |            |

| 西が丘サッカー場 |

| 1979年12月1日 |

| 筑波大学 | 0 - 0 延長 (PK 5-4) | 大阪体育大学 |
|          |                     |              |

| 西が丘サッカー場 |

### 三位決定戦
| 1979年12月2日 |

| 国士舘大学 | 0 - 0 延長 (PK 1-4) | 大阪体育大学 |
|            |                     |              |

| 西が丘サッカー場 |

### 決勝
| 1979年12月2日 |

| 法政大学    | 1 - 2 | 筑波大学               |
| 大石 後18分 |       | 林 前43分 · 田島 後3分 |

| 西が丘サッカー場 |

## 最終結果
| 第28回全日本大学サッカー選手権大会 優勝チーム |
| --------------------------------------------- |
| 筑波大学 8年ぶり5回目                         |

## 主な出場選手
- 高橋貞洋（国士舘大学）
- 川勝良一（法政大学）
- 水沼貴史（法政大学）
- 吉田弘（法政大学）
- 松井清隆（大阪体育大学）
- 越田剛史（筑波大学）
- 田嶋幸三（筑波大学）